# Estadio Campeón del Siglo
Das Estadio Campeón del Siglo ist ein Fußballstadion im Barrio Bañados de Carrasco am nordöstlichen Stadtrand der uruguayischen Hauptstadt Montevideo. Der Bau ist die Heimspielstätte und Eigentum des Fußballvereins Peñarol Montevideo. Es bietet den Besuchern 40.005 Plätze und ist nach dem Estadio Centenario das zweitgrößte Fußballstadion des Landes. In der Bauphase trug das Stadion den Namen Estadio de Peñarol. In einer öffentlichen Wahl entschied man sich für Estadio Campeón del Siglo (deutsch Stadion der Sieger des Jahrhunderts). Der Name führt darauf zurück, das der Club Atlético von der IFFHS als erfolgreichster Verein des 20. Jahrhunderts in Südamerika ausgezeichnet wurde. Das Stadion ist rund 8,5 Kilometer vom Flughafen Montevideo (Aeropuerto Internacional de Carrasco) entfernt.

## Geschichte
Im Jahr 1916 wurde die vereinseigene Spielstätte Las Acacias (deutsch Die Akazien; heute: Estadio Contador José Pedro Damiani) mit 12.000 Plätzen eingeweiht. Aufgrund der Größe und der fehlenden Sicherheitsausstattung wird das 1997 renovierte Stadion nur noch von den Amateuren Peñarols genutzt. Erste Pläne für einen Stadionneubau wurden bereits 1933 vorgestellt, doch realisiert wurde dieser wie auch weitere Stadionpläne nicht. Nach annähernd 80 Jahren sollte die neue Heimat der Aurinegros Gestalt annehmen. Zum 121. Vereinsjubiläum von Peñarol am 28. September 2012 wurden die Pläne des zurzeit in der Umsetzung begriffenen Bauvorhabens von Vereinspräsident Juan Pedro Damiani vorgestellt. Durch einen Kredit der Banco de la República Oriental del Uruguay (BROU) von 20 Millionen US-Dollar im April 2013 bot sich für den Neubau eine finanzielle Grundlage. Für die Rückzahlung des Darlehens hat der Verein fünfzehn, statt üblicher zehn, Jahre Zeit. Für die Verwaltung des Stadions und dessen Errichtung wurde der Complejo Deportivo y Cultural Peñarol S.A. (deutsch Sport- und Kulturkomplex Peñarol AG) gegründet.
Das Bauprojekt sieht ein Fußballstadion mit vier doppelstöckigen Rängen, die leicht gebogen, um das Spielfeld in Standardgröße 105 × 68 m führen. Die Zuschauerränge ergeben eine schüsselartige Form, sie sind untereinander aber nicht miteinander verbunden. Auf den Nordrang werden auf der ganzen Breite, in drei Stockwerken angeordnet, 107 Logen (Palcos) mit jeweils 16 Plätzen aufgesetzt. Insgesamt sollen 2.660 Zuschauer in den Logen Platz finden. Der Vereinssitz wird in das Stadion verlegt. Des Weiteren wird es ein Vereinsmuseum und mehrere Veranstaltungsräume, darunter ein Konferenzraum mit 70 Plätzen, geben. Hinzu kommen Läden und Geschäfte.
Ursprünglich ging man von Baukosten von 25 Millionen US-Dollar aus, die aber stiegen auf 40 Mio. US-Dollar an. Um die Kosten niedrig zu halten, wird der Stadionbau auf das Wesentliche begrenzt. Der Unterrang der Tribünen wird in eine Erdvertiefung eingesetzt. Die Betontribünen insgesamt sind sehr einfach gehalten. Zusätzlich wird auf eine aufwendige Fassade und Überdachung der Anlage verzichtet. Dadurch wird die Flutlichtanlage auf vier Masten in den Stadionecken platziert. Als Anzeigetafel wird eine große Videowand installiert. Peñarol finanziert den Bau mit dem Verkauf der Logen und der dauerhaften Sitzplätze. Ende 2014 waren bereits alle Logen ausgebucht. Trotz der kostengünstigen Bauweise erfüllt das Stadion die Vorgaben der FIFA für internationale Spiele.
Der Grundstein auf dem fast 15 ha großen Areal an der Nationalstraße Ruta 102 zwischen der Camino Mangangá und der Camino de los Siete Cerros wurde am 19. Dezember 2013 gelegt, der tatsächliche Beginn mit den Erdarbeiten fand erst im 10. Februar 2014 statt.
Nach Angaben des Generalunternehmers Saceem waren rund 150 Arbeiter, in Spitzenzeiten bis 300, auf der Baustelle beschäftigt. Die Arbeiten an der neuen Heimat von Peñarol sollten bis zum Juni 2015 abgeschlossen sein. Nach Verzögerungen gab der Verein am 1. Februar 2016 Einzelheiten der Stadioneröffnung bekannt. Am 27. März 2016 gab es eine Feier mit einer Show und 400 Darstellern. Am Tag darauf fand das Eröffnungsspiel im neuen Estadio Campeón del Siglo zwischen dem Club Atlético Peñarol und dem argentinischen Rekordmeister River Plate aus der Hauptstadt Buenos Aires statt. Die Heimmannschaft besiegte die Gäste von River Plate mit 4:1. Das erste offizielle Tor im Stadion erzielte Diego Forlán in der 19. Minute für Peñarol zum 1:0.

## Tribünen
Die vier Ränge des Stadions wurde nach ehemaligen Präsidenten von Peñarol Montevideo benannt. Frank Henderson war der von 1891 bis 1899 Präsident des Vereins Central Uruguay Railway Cricket Club (CURCC), aus dessen Fußballabteilung sich Peñarol Montevideo entwickelte. Gastón Güelfi stand Peñarol von 1958 bis 1973 vor. Washington Cataldi folgte ihm von 1973 bis 1984 und kehrte noch einmal von 1991 bis 1992 zurück. José Pedro Damiani war von 1987 bis 1990 und von 1993 bis 2007 Präsident von Peñarol Montevideo.
- Gesamtes Platzangebot: 40.005 Plätze[1]
- Tribuna Frank Henderson: Haupttribüne, 9.444 Plätze, Logen (107), 2.660 Plätze (Nord)
- Tribuna José Pedro Damiani: Gegengerade, 11.141 Plätze (Süd)
- Tribuna Washington Cataldi: Hintertortribüne, 8.380 Plätze (West)
- Tribuna Gastón Güelfi: Hintertortribüne, 8.380 Plätze (Ost)

## Galerie

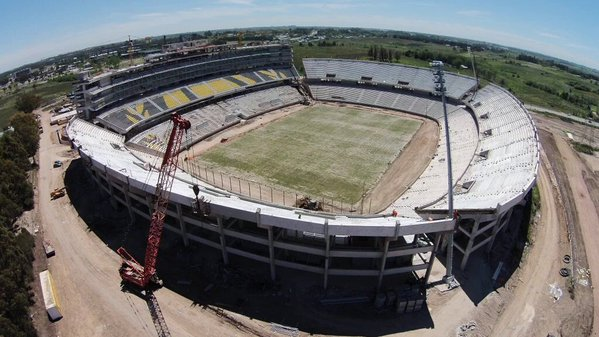
Die Stadionbaustelle im November 2015
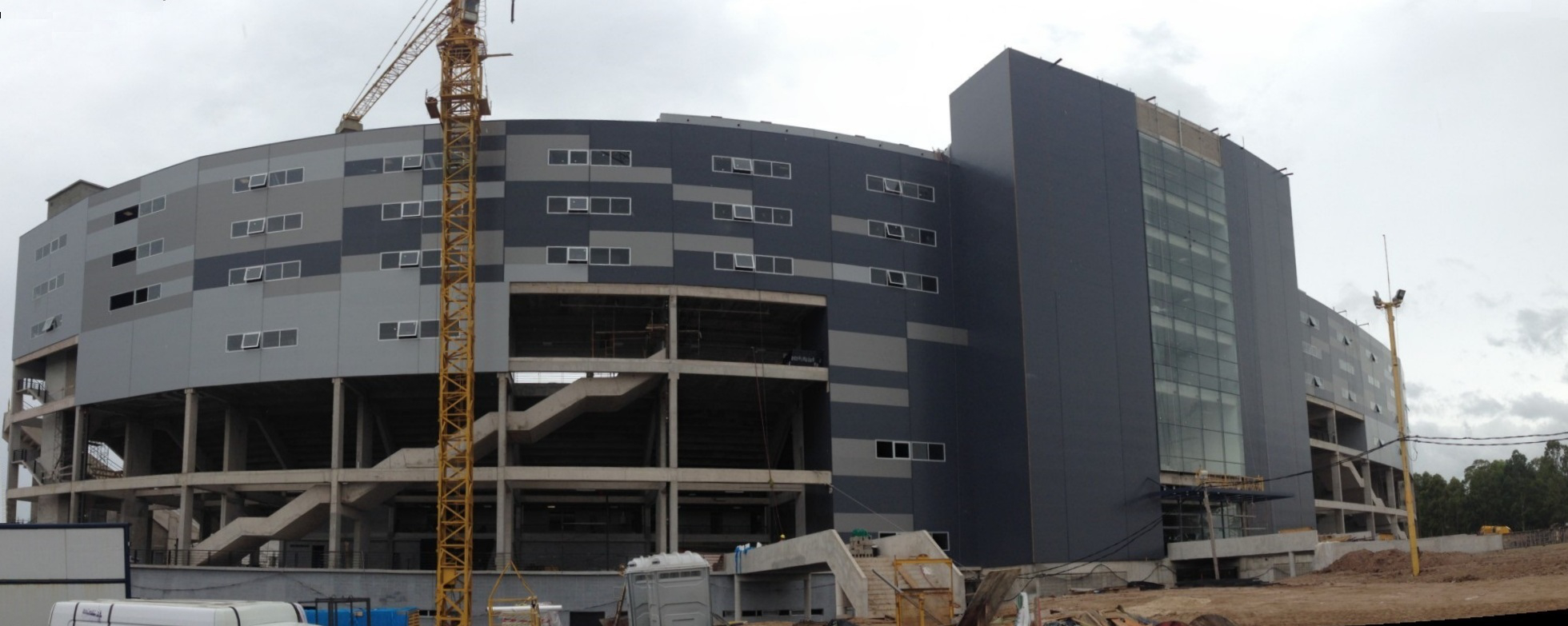
Die Stadionfassade im Februar 2016
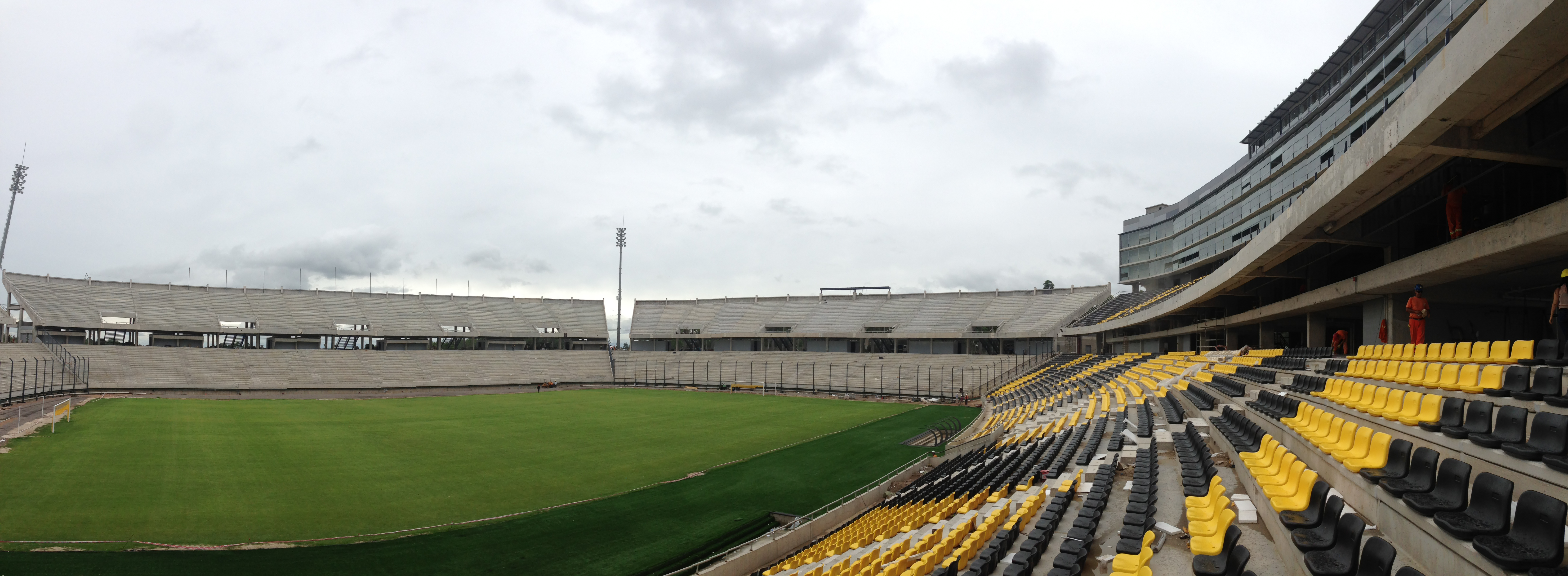
Rechts der Hauptrang im Norden mit den Logen und der Pressetribüne (2016)
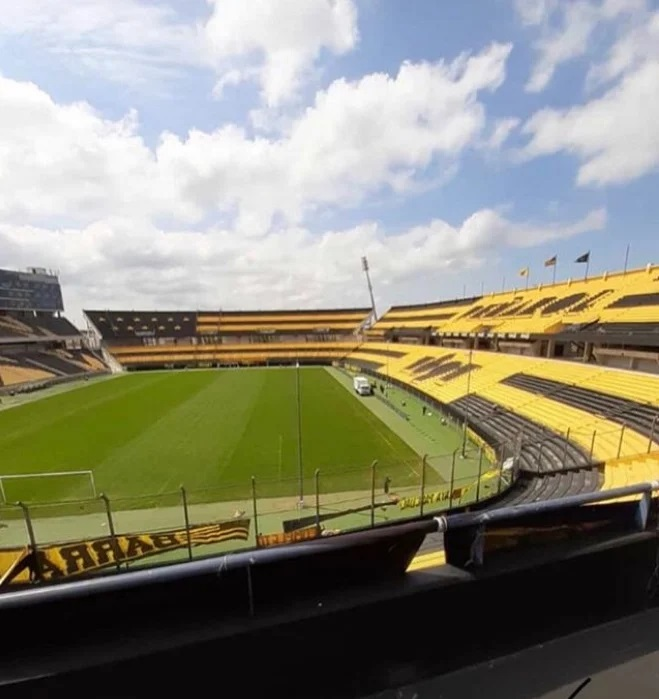
Die in den Vereinsfarben bemalten Stehplatzränge (Oktober 2020)